# Jean-Paul Belmondo

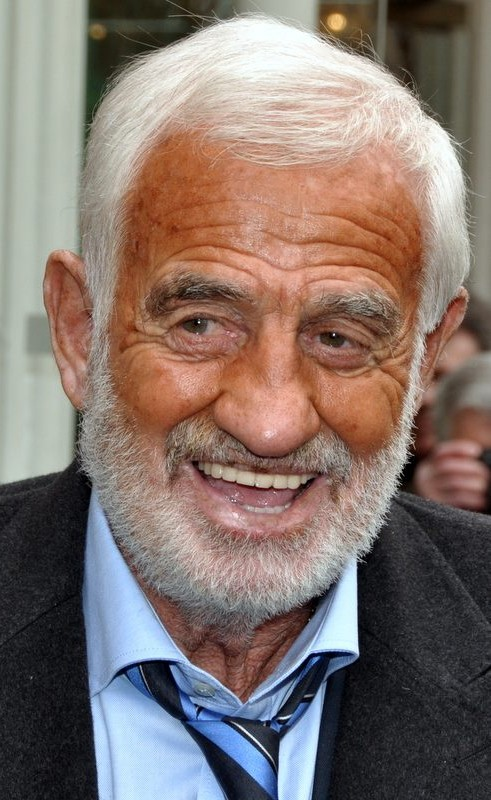
Belmondo în 2013

Jean-Paul Belmondo (n. 9 aprilie 1933, Neuilly-sur-Seine, Seine, Franța – d. 6 septembrie 2021, Paris, Franța), cunoscut și ca Bébel, a fost un actor de film și de teatru, cascador și producător francez.

## Biografie
De la sfârșitul anilor 1950, Belmondo a fost un actor aparținând noului val, în care se afirmă răsunător cu partitura din filmul Cu sufletul la gură. De la mijlocul anilor 1960, a fost timp de două decenii, ca actor de comedie și erou de filme de acțiune, unul dintre starurile de succes ale cinematografiei europene.
Alternând în primii ani ai carierei sale filmele populare cu cele ale cinematografiei de artă, înainte de a înclina clar pentru prima categorie, bătăile sale în stil parizian și cascadoriile sale fără dublură îl ajută să devină rapid una dintre cele mai mari vedete ale cinematografiei franceze. Campion necontestat la box-office alături de Louis de Funès și Alain Delon, Jean-Paul Belmondo a atras în cinematografe, în cariera sa de cincizeci de ani, aproape 160 de milioane de spectatori; între 1969 și 1982, a jucat de patru ori în cele mai vizionate filme ale anului în Franța: Creierul (1969), Panică în oraș (1975), Animalul (1977), Asul așilor (1982), egalând recordul lui Fernandel și fiind depășit doar de Louis de Funès.
A filmat sub îndrumarea unor mari regizori francezi, precum Alain Resnais, Louis Malle, Philippe de Broca, Henri Verneuil, Jean-Luc Godard, Claude Chabrol, François Truffaut, Claude Sautet, Jean-Pierre Melville, Claude Lelouch, Jean-Paul Rappeneau, Georges Lautner, Gérard Oury sau chiar Alexandre Arcady, dar și cu unii regizori străini precum Vittorio De Sica, Mauro Bolognini sau Peter Brook. Multe dintre filmele sale au devenit clasice ale cinematografiei franceze, precum Cu sufletul la gură (1960), Léon Morin, prêtre (1961), O maimuță iarna (1962), Omul din Rio (1964), 100.000 de dolari la soare ( 1964), Borsalino (1970), Spărgătorii (1971), Magnificul (1973), Profesionistul (1981) sau Un jaf de pomină (1985).
De la mijlocul anilor 1980, filmele sale au atras mai puțini spectatori, nefiind cruțat nici de critici. Este mai puțin prezent în cinematografie și apare mai ales în teatru. Cu toate acestea, în 1989 a câștigat premiul César pentru cel mai bun actor pentru rolul din Itinerariul unui copil răsfățat, distincție pe care a refuzat-o. La începutul anilor 2000, problemele de sănătate l-au obligat să se retragă din cinematografie și de pe scenele de teataru, cu excepția unui film lansat în 2009. Pentru întreaga sa carieră, a primit Palme d'honneur la Festivalul de Film de la Cannes din 2011, apoi, în timpul Premiilor César 2017, i-a fost adus un omagiu în prezența sa, în timpul căruia publicul l-a aplaudat minute în șir în picioare.

## Filmografie
- 1957 Les Copains du dimanche, regia Henri Aisner
- 1958 Fii frumoasă și taci (Sois belle et tais-toi), regia Marc Allégret
- 1958 Trișorii (Les Tricheurs), regia Marcel Carné
- 1960 Cu sufletul la gură (À bout de souffle), regia Jean-Luc Godard
- 1960 Ciociara (La ciociara), regia Vittorio De Sica
- 1960 Novicele (Lettere di una novizia), regia Alberto Lattuada
- 1960 Sfidând toate riscurile (Classe Tous Risques), regia Claude Sautet
- 1961 O femeie este o femeie (Une femme est une femme), regia Jean-Luc Godard
- 1961 Un nommé La Rocca, regia Jean Becker : Roberto La Rocca
- 1962 Cartouche, regia Philippe de Broca
- 1962 Denunțătorul (Le doulos), regia Jean-Pierre Melville
- 1962 O maimuță în iarnă (Un singe en hiver), regia Henri Verneuil
- 1963 Drageuri cu piper (Dragées au poivre), regia Jacques Baratier
- 1963 O sută de mii de dolari în soare (Cent mille dollars au soleil), regia Henri Verneuil
- 1964 Omul din Rio (L'Homme de Rio), regia Philippe de Broca
- 1964 Vânătoarea de bărbați (La Chasse à l'homme), regia Édouard Molinaro
- 1964 Week-end la Zuydcoote (Week-end à Zuydcoote), regia Henri Verneuil
- 1965 Tribulațiile unui chinez în China (Les Tribulations d'un Chinois en Chine), regia Philippe de Broca
- 1965 Pierrot nebunul (Pierrot le fou), regia Jean-Luc Godard
- 1966 Arde Parisul? (Paris brûle-t-il?), regia René Clément
- 1967 Golanul (Le Voleur), regia Louis Malle
- 1969 Creierul (Le cerveau), regia Gérard Oury
- 1970 Borsalino, de Jacques Deray
- 1971 Mirii anului II (Les Mariés de l'an II), regia Jean-Paul Rappeneau
- 1971 Spărgătorii (Le Casse), regia Henri Verneuil
- 1973 Magnificul (Le Magnifique), regia Philippe de Broca
- 1975 Incorigibilul (L'incorrigible), regia Philippe de Broca
- 1975 Un surâs, o palmă, un sărut (Un sorriso, uno schiaffo, un bacio in bocca), regia Mario Morra
- 1976 Trupul dușmanului meu (Le Corps de mon ennemi), regia Henri Verneuil : François Leclercq
- 1977 Animalul (L'animal), regia Claude Zidi
- 1979 Polițist sau delincvent (Flic ou voyou), regia Georges Lautner
- 1980 Măscăriciul (Le guignolo), regia Georges Lautner
- 1980 Profesionistul (Le Professionnel), regia Georges Lautner
- 1982 Asul așilor (L'as des as), regia Gérard Oury
- 1984 Căpcăunii (Les Morfalous), regia Henri Verneuil
- 1984 Vara cu peripeții (Joyeuses Pâques), regia Georges Lautner
- 1985 Un jaf de pomină (Hold-Up), regia Alexandre Arcady
- 1987 Singuraticul (Le Solitaire), regia Jacques Deray
- 1995 O sută și una de nopți (Les Cent et Une Nuits de Simon Cinéma), regia Agnès Varda (postum)